# Taranto Football Club 1987-1988
Questa voce raccoglie le informazioni riguardanti il Taranto Football Club  nelle competizioni ufficiali della stagione 1987-1988.

## Stagione
Nella stagione 1987-1988 il Taranto disputa il campionato cadetto ottenendo, con 32 punti, il sedicesimo posto.
Un'altra salvezza tribolata per il Taranto, per questa stagione affidato all'allenatore Antonio Pasinato. Un torneo giocato sempre in lotta per non retrocedere, il girone di andata è stato chiuso al penultimo posto con 15 punti; nel girone di ritorno si sono raccolti due preziosi punti in più che, alla lunga, hanno fatto la differenza. Memorabile per il pirotecnico risultato, la trasferta di Trieste, che è stata vinta dal Taranto (4-6): la Triestina retrocede con 28 punti, ma con la penalizzazione di 5 punti, con la quale aveva iniziato il campionato. Insieme alla Triestina scendono in Serie C1 il Modena e l'Arezzo.
Nel Taranto due giocatori protagonisti di stagione, Antonio De Vitis miglior marcatore con 13 reti ed il centrocampista Giorgio Roselli anche lui in doppia cifra con 10 centri.
Nella Coppa Italia il Taranto sfiora la qualificazione nel primo turno, inserito nel terzo girone che ha qualificato con 9 punti l'Inter e l'Ascoli, mentre il Taranto ha raccolto 8 punti, issandosi in terza posizione. In questi gironi si sono sperimentate alcune novità di regolamento: la vittoria vale 3 punti, mentre il pareggio porta direttamente ai tiri di rigore che assegnano 2 punti al vincitore e uno al perdente. Nella prima giornata del girone, l'incontro interno con l'Inter finisce in parità (2-2) ma ai rigori ha la meglio il Taranto (7-5) ottenendo così 2 punti. Per la mancata qualificazione, si sono pagate a caro prezzo le decisive le sconfitte esterne di Brescia e Catania.

## Divise e sponsor

Antonio De Vitis, miglior marcatore degli ionici in campionato (10), impegnato nella trasferta di Bologna con la seconda divisa bianca.

Lo sponsor tecnico per la stagione 1987-1988 fu Cinghiale, mentre lo sponsor ufficiale Olio Vinci.
| Casa | Trasferta |

## Rosa
| N. |                   | Ruolo | Calciatore                 |
| -- | ----------------- | ----- | -------------------------- |
|    | Italia (bandiera) | D     | Antonio Altamura           |
|    | Italia (bandiera) | D     | Rosario Biondo             |
|    | Italia (bandiera) | P     | Roberto Incontri           |
|    | Italia (bandiera) | C     | Roberto Chierici           |
|    | Italia (bandiera) | C     | Stefano Dalla Costa        |
|    | Italia (bandiera) | A     | Antonio De Vitis           |
|    | Italia (bandiera) | D     | Gilberto D'Ignazio Pulpito |
|    | Italia (bandiera) | C     | Giuseppe Donatelli         |
|    | Italia (bandiera) | P     | Daniele Goletti            |
|    | Italia (bandiera) | D     | Maurizio Gridelli          |
|    | Italia (bandiera) | A     | Walter Mirabelli           |

| N. |                   | Ruolo | Calciatore         |
| -- | ----------------- | ----- | ------------------ |
|    | Italia (bandiera) | D     | Sergio Paolinelli  |
|    | Italia (bandiera) | A     | Silvio Paolucci    |
|    | Italia (bandiera) | D     | Ivan Pazzini       |
|    | Italia (bandiera) | C     | Tommaso Pernisco   |
|    | Italia (bandiera) | C     | Silvio Picci       |
|    | Italia (bandiera) | C     | Luigi Rocca        |
|    | Italia (bandiera) | C     | Giorgio Roselli    |
|    | Italia (bandiera) | C     | Bruno Russo        |
|    | Italia (bandiera) | D     | Marco Serra        |
|    | Italia (bandiera) | P     | Gianpaolo Spagnulo |
|    | Italia (bandiera) | C     | Vincenzo Tavarilli |

## Risultati

### Serie B

#### Girone di andata
| Arbitro: | Tuveri (Cagliari) |

|                                            |           |  |
| Chierico 12’ F. Graziani 25’ Galparoli 81’ | Marcatori |  |

| Taranto 20 settembre 1987 2ª giornata | Taranto         | 0 – 0 | Atalanta | Stadio Erasmo Iacovone\| Arbitro: \| Pucci (Firenze) \| |
| Arbitro:                              | Pucci (Firenze) |       |          |                                                         |

| Arbitro: | Bailo (Novi Ligure) |

|             |           |          |
| Serioli 90’ | Marcatori | 5’ Rocca |

| Arbitro: | Lombardo (Marsala) |

|              |           |            |
| Paolucci 11’ | Marcatori | 50’ Limido |

| Arbitro: | Fiorenza (Siena) |

|                     |           |                                   |
| De Vitis 38’ (rig.) | Marcatori | 11’ Marulla 76’ (aut.) Paolinelli |

| Brescia 18 ottobre 1987 6ª giornata | Brescia           | 0 – 0 | Taranto | Stadio Mario Rigamonti\| Arbitro: \| Gava (Conegliano) \| |
| Arbitro:                            | Gava (Conegliano) |       |         |                                                           |

| Arbitro: | Fabricatore (Roma) |

|  |           |                  |
|  | Marcatori | 77’ En. Nicolini |

| Arbitro: | Tarallo (Como) |

|                 |           |           |
| Poli 60’ (rig.) | Marcatori | 56’ Serra |

| Taranto 8 novembre 1987 9ª giornata | Taranto                | 0 – 0 | Parma | Stadio Erasmo Iacovone\| Arbitro: \| Calabretta (Catanzaro) \| |
| Arbitro:                            | Calabretta (Catanzaro) |       |       |                                                                |

| Arbitro: | Frigerio (Milano) |

|              |           |  |
| F. Ferri 69’ | Marcatori |  |

| Arbitro: | Bruni (Arezzo) |

|                 |           |  |
| Dalla Costa 69’ | Marcatori |  |

| Arbitro: | Acri (Novi Ligure) |

|                    |           |  |
| Nicoletti 67’, 73’ | Marcatori |  |

| Arbitro: | Quartuccio (Torre Annunziata) |

|             |           |                 |
| Roselli 80’ | Marcatori | 71’ F. Marangon |

| Arbitro: | Pucci (Firenze) |

|                            |           |              |
| Mazzaferro 47’ Pileggi 84’ | Marcatori | 74’ Paolucci |

| Arbitro: | Bergamo (Livorno) |

|                              |           |          |
| Roselli 6’, 26’ Paolucci 67’ | Marcatori | 40’ Bivi |

| Arbitro: | Gava (Conegliano) |

|                                      |           |              |
| Tovalieri 12’ Ugolotti 44’ Nappi 75’ | Marcatori | 24’ De Vitis |

| Arbitro: | Esposito (Torre del Greco) |

|                  |           |  |
| Forte 28’ (aut.) | Marcatori |  |

| Arbitro: | Quartuccio (Torre Annunziata) |

|                                    |           |                               |
| Simonini 46’ (rig.) Fermanelli 76’ | Marcatori | 78’ Paolucci 80’ (aut.) Russo |

| Arbitro: | Felicani (Bologna) |

|                                         |           |                                 |
| Chierici 11’ Roselli 30’ Paolinelli 35’ | Marcatori | 12’ Savino 51’ Monelli 84’ Muro |

#### Girone di ritorno
| Arbitro: | Pairetto (Torino) |

|               |           |  |
| Mirabelli 90’ | Marcatori |  |

| Arbitro: | Satariano (Palermo) |

|                                |           |            |
| El. Nicolini 3’ I. Bonetti 43’ | Marcatori | 64’ Biondo |

| Taranto 21 febbraio 1988 22ª giornata | Taranto            | 0 – 0 | Piacenza | Stadio Erasmo Iacovone\| Arbitro: \| Acri (Novi Ligure) \| |
| Arbitro:                              | Acri (Novi Ligure) |       |          |                                                            |

| Arbitro: | Frigerio (Milano) |

|                   |           |                  |
| Pasculli 46’, 85’ | Marcatori | 49’, 67’ Roselli |

| Arbitro: | Tarallo (Como) |

|  |           |                 |
|  | Marcatori | 14’ Dalla Costa |

| Arbitro: | Esposito (Torre del Greco) |

|                  |           |           |
| De Vitis 7’, 46’ | Marcatori | 25’ Iorio |

| Arbitro: | Felicani (Bologna) |

|                          |           |  |
| Cascione 22’ Palanca 60’ | Marcatori |  |

| Arbitro: | Pairetto (Torino) |

|  |           |                                                 |
|  | Marcatori | 64’ (rig.) Marronaro 71’ Marocchi 83’ Stringara |

| Arbitro: | Pucci (Arezzo) |

|           |           |                 |
| Melli 38’ | Marcatori | 41’ Dalla Costa |

| Arbitro: | Luci (Firenze) |

|                           |           |                        |
| De Vitis 58’ Gridelli 76’ | Marcatori | 50’ Loseto 71’ Rideout |

| Arbitro: | Beschin (Legnago) |

|                            |           |              |
| S. Schillaci 32’, 78’, 90’ | Marcatori | 81’ De Vitis |

| Arbitro: | Amendolia (Messina) |

|             |           |  |
| Paolucci 4’ | Marcatori |  |

| Arbitro: | Luci (Firenze) |

|                                   |           |                     |
| D. Ferrari 43’ (rig.) Faccini 80’ | Marcatori | 82’ (rig.) De Vitis |

| Arbitro: | Magni (Bergamo) |

|  |           |                          |
|  | Marcatori | 32’ Solfrini 70’ Bonaldi |

| Arbitro: | Pezzella (Frattamaggiore) |

|                                   |           |                                                                                 |
| Cinello 10’, 47’, 51’ Orlando 44’ | Marcatori | 9’, 53’ Roselli 14’ (aut.) Poletto 41’ Picci 75’ Paolinelli 88’ (rig.) De Vitis |

| Arbitro: | Di Cola (Arezzo) |

|              |           |  |
| De Vitis 27’ | Marcatori |  |

| Arbitro: | D'Elia (Salerno) |

|                          |           |             |
| Rabitti 20’ Sorbello 61’ | Marcatori | 59’ Roselli |

| Arbitro: | Acri (Novi Ligure) |

|             |           |            |
| Roselli 10’ | Marcatori | 49’ Longhi |

| Arbitro: | Pezzella (Frattamaggiore) |

|                                |           |              |
| R. Marino 10’ Monelli 47’, 53’ | Marcatori | 78’ De Vitis |

### Coppa Italia

#### Primo turno
| Arbitro: | Baldas (Trieste) |

|                                               |                      |                                   |
| De Vitis 20’ Dalla Costa 80’                  | Marcatori            | 60’ Piraccini 68’ Altobelli       |
| Paolucci G. Donatelli Picci Serra Dalla Costa | Tiri di rigore 7 – 5 | G. Baresi Fanna Minaudo Altobelli |

| Arbitro: | Beschin (Legnago) |

|                                                      |           |  |
| Occhipinti 54’ Piovani 57’ Branco 66’ De Martino 67’ | Marcatori |  |

| Arbitro: | Sguizzato (Verona) |

|              |           |  |
| De Vitis 70’ | Marcatori |  |

| Arbitro: | Fiorenza (Siena) |

|              |           |  |
| Pierozzi 29’ | Marcatori |  |

| Arbitro: | Nicchi (Arezzo) |

|                                          |           |                          |
| Paolucci 32’ Paolinelli 68’ De Vitis 71’ | Marcatori | 29’ Poggi 73’ Bellatorre |

## Statistiche

### Statistiche di squadra
| Competizione | Punti | In casa | In casa | In casa | In casa | In casa | In casa | In trasferta | In trasferta | In trasferta | In trasferta | In trasferta | In trasferta | Totale | Totale | Totale | Totale | Totale | Totale | DR  |
| Competizione | Punti | G       | V       | N       | P       | Gf      | Gs      | G            | V            | N            | P            | Gf           | Gs           | G      | V      | N      | P      | Gf     | Gs     | DR  |
| ------------ | ----- | ------- | ------- | ------- | ------- | ------- | ------- | ------------ | ------------ | ------------ | ------------ | ------------ | ------------ | ------ | ------ | ------ | ------ | ------ | ------ | --- |
| Serie B      | 32    | 19      | 7       | 8       | 4       | 19      | 18      | 19           | 2            | 6            | 11           | 21           | 36           | 38     | 9      | 14     | 15     | 40     | 54     | -14 |
| Coppa Italia | 8     | 3       | 2       | 1       | 0       | 6       | 4       | 2            | 0            | 0            | 2            | 0            | 5            | 5      | 2      | 1      | 2      | 6      | 9      | -3  |
| Totale       |       | 22      | 9       | 9       | 4       | 25      | 22      | 21           | 2            | 6            | 13           | 21           | 41           | 43     | 11     | 15     | 17     | 46     | 63     | -17 |

### Statistiche dei giocatori
| Giocatore            | Serie B  | Serie B | Serie B     | Serie B    | Coppa Italia | Coppa Italia | Coppa Italia | Coppa Italia | Totale   | Totale | Totale      | Totale     |
| Giocatore            | Presenze | Reti    | Ammonizioni | Espulsioni | Presenze     | Reti         | Ammonizioni  | Espulsioni   | Presenze | Reti   | Ammonizioni | Espulsioni |
| -------------------- | -------- | ------- | ----------- | ---------- | ------------ | ------------ | ------------ | ------------ | -------- | ------ | ----------- | ---------- |
| A. Altamura          | 1        | 0       | ?           | ?          | ?            | ?            | ?            | ?            | 1+       | 0+     | ?           | ?          |
| R. Biondo            | 32       | 1       | ?           | ?          | ?            | ?            | ?            | ?            | 32+      | 1+     | ?           | ?          |
| R. Chierici          | 30       | 1       | ?           | ?          | ?            | ?            | ?            | ?            | 30+      | 1+     | ?           | ?          |
| S. Dalla Costa       | 32       | 3       | ?           | ?          | ?            | ?            | ?            | ?            | 32+      | 3+     | ?           | ?          |
| A. De Vitis          | 34       | 10      | ?           | ?          | ?            | ?            | ?            | ?            | 34+      | 10+    | ?           | ?          |
| G. D'Ignazio Pulpito | 1        | 0       | ?           | ?          | ?            | ?            | ?            | ?            | 1+       | 0+     | ?           | ?          |
| G. Donatelli         | 27       | 0       | ?           | ?          | ?            | ?            | ?            | ?            | 27+      | 0+     | ?           | ?          |
| D. Goletti           | 8        | -8      | ?           | ?          | ?            | ?            | ?            | ?            | 8+       | -8+    | ?           | ?          |
| M. Gridelli          | 33       | 1       | ?           | ?          | ?            | ?            | ?            | ?            | 33+      | 1+     | ?           | ?          |
| W. Mirabelli         | 16       | 1       | ?           | ?          | ?            | ?            | ?            | ?            | 16+      | 1+     | ?           | ?          |
| S. Paolinelli        | 27       | 2       | ?           | ?          | ?            | ?            | ?            | ?            | 27+      | 2+     | ?           | ?          |
| S. Paolucci          | 35       | 5       | ?           | ?          | ?            | ?            | ?            | ?            | 35+      | 5+     | ?           | ?          |
| I. Pazzini           | 23       | 0       | ?           | ?          | ?            | ?            | ?            | ?            | 23+      | 0+     | ?           | ?          |
| T. Pernisco          | 17       | 0       | ?           | ?          | ?            | ?            | ?            | ?            | 17+      | 0+     | ?           | ?          |
| S. Picci             | 32       | 1       | ?           | ?          | ?            | ?            | ?            | ?            | 32+      | 1+     | ?           | ?          |
| L. Rocca             | 17       | 1       | ?           | ?          | ?            | ?            | ?            | ?            | 17+      | 1+     | ?           | ?          |
| G. Roselli           | 27       | 10      | ?           | ?          | ?            | ?            | ?            | ?            | 27+      | 10+    | ?           | ?          |
| B. Russo             | 21       | 0       | ?           | ?          | ?            | ?            | ?            | ?            | 21+      | 0+     | ?           | ?          |
| M. Serra             | 30       | 1       | ?           | ?          | ?            | ?            | ?            | ?            | 30+      | 1+     | ?           | ?          |
| G. Spagnulo          | 31       | -46     | ?           | ?          | ?            | ?            | ?            | ?            | 31+      | -46+   | ?           | ?          |
| V. Tavarilli         | 11       | 0       | ?           | ?          | ?            | ?            | ?            | ?            | 11+      | 0+     | ?           | ?          |